# Mega Man X8
Mega Man X8, известная как Rockman X8 (яп. ロックマンX8 Роккуман X8) в Японии — восьмая часть серии игр Mega Man X. Она была переиздана в сборнике Mega Man X Legacy Collection 2 для Nintendo Switch, PlayStation 4, Xbox One и PC в 2018 году.

## Сюжет
Человеческая раса создала новых усовершенствованных реплоидов, которые целиком заняты на сооружении Jakob Project, специального огромного транспортного механизма доставки на Луну, работающего по типу лифта. Причиной строительства подобного механизма является долгая война с мавериками, в результате которой ресурсы Земли оказались практически исчерпаны. Яркой особенностью новоявленных реплоидов является их возможность противостоять любым вирусам, а также использовать ДНК других реплоидов с целью получения из него новых способностей и навыков. В ходе работы механизма Jakob Project один из его транспортёров падает, а группа реплоидов копирует тело Сигмы для выживания после падения.

## Персонажи

### Основные персонажи
Игрок может выбирать одного из троих персонажей, именуемых Охотники на Мавериков. Среди них Икс, Зеро и Аксель. Каждый из персонажей обладает своим набором тактических приёмов и применяемого оружия. Большинство видов оружия достаётся только после победы над мавериками, причём оружия доставшиеся от мавериков в точности копируют один из навыков побеждённого. Персонаж Икс направлен на ярко выраженные боевые действия. По восьми уровням разбросаны капсулы, если к ним подойти Иксом, то они откроются, там нас поприветствует голограмма доктора Лайта — создатель первого Мега Мена, и даст нам одну из восьми частей брони. Если выбрать только красные или только синие части, то получится одна из двух броней, со всеми чертами частей брони, и ещё одной способностью. Зеро более приемлем в ближнем бою, многие его приёмы не затрачивают необходимую энергию (Weapon Energy), также он обладает способностью Double Jump, позволяющей высоко прыгать (что немаловажно при отыскании секретов). Персонаж Аксель как и Икс хорош в дальнем бою. Но в отличие от последнего, Аксель — реплоид нового поколения, соответственно он может на время копировать врагов, которые схожи с ним. Также он стреляет не только вперёд, но и во все стороны, и Аксель имеет реактивные сапоги, которые на несколько секунд позволяют ему лететь.
Перед началом уровня игрок может выбрать двух персонажей и менять их между собой в любой момент игры. При этом повреждения одного персонажа залечиваются в то время, как игрок управляет другим персонажем.
Используя двух персонажей игрок может осуществлять так называемую Team Attack — специальное боевое действие, задействующее силы обоих персонажей.

## Маверики
| Маверик             | Оружие Экса    | Оружие Зеро                            | Оружие Акселя  | Слабость (Икс/Зеро/Аксель)               |
| ------------------- | -------------- | -------------------------------------- | -------------- | ---------------------------------------- |
| Optic Sunflower     | Shining Ray    | Tenshouha                              | Ray Gun        | Green Spinner/Youdantotsu/Blast Launcher |
| Gravity Antonion    | Squeeze Bomb   | Juuhazan, Ganzanha (T), Dairettsui (K) | Spiral Magnum  | Shadow Runner/Rasetsusen/Black Arrow     |
| Dark Mantis         | Shadow Runner  | Rasetsusen, Senpuukyaku (K)            | Black Arrow    | Shining Ray/Tenshouha/Ray Gun            |
| Gigabolt Man-O-War  | Thunder Dancer | Raikousen, Raijinken (K)               | Plasma Gun     | Crystal Wall/Rekkyoudan/Bound Blaster    |
| Burn Rooster        | Melt Creeper   | Enkoujin, Enkoukyaku (K)               | Flame Burner   | Drift Diamond/Hyouryuushou/Ice Gatling   |
| Avalanche Yeti      | Drift Diamond  | Hyouryuushou, Shouryuuken (K)          | Ice Gatling    | Thunder Dancer/Raikousen/Plasma Gun      |
| Earthrock Trilobyte | Crystal Wall   | Rekkyoudan, Zekkyoudan (B)             | Bound Blaster  | Squeeze Bomb/Juuhazan/Spiral Magnum      |
| Bamboo Pandamonium  | Green Spinner  | Youdantotsu, Renyoudan (D)             | Blast Launcher | Melt Creeper/Enkoujin/Flame Burner       |

- В игре представлены трое навигаторов — персонажей, способствующих облегчению и более успешному прохождению тех или иных моментов игры. Среди них Эйлия, Лэйер и Пэлетт. Каждый из навигаторов способен сделать нечто полезное. Лэйер поможет выявить у босса слабые стороны, Пэлетт может найти различные тайные ходы и секреты, а Эйлия специализируется в обоих областях, но не столь умело, как два предыдущих навигатора.

## Геймплей
Уровни игры отличаются друг от друга оригинальным и неповторимым дизайном. Между уровнями игроку предстоит играть в различные мини-игры. В специальном месте R&D Lab можно приобретать различного рода чипы, позволяющие всячески улучшать Охотников. В игре предусмотрены секреты, коих три вида: капсулы доктора Лайта, редкие металлы и оружие для Зеро.

## Отзывы
| Сводный рейтинг | Сводный рейтинг |
| Агрегатор       | Оценка          |
| --------------- | --------------- |
| GameRankings    | 69,23 %         |